# Яник Далмас
Яник Далмас (на френски: Yannick Dalmas) е френски автомобилен състезател, бивш пилот от Формула 1.
Роден е на 28 юли 1961 година в Ла Босе, близо до Тулон, Франция.
Участвал е в 49 старта във Формула 1, но се е квалифицирал само за 24 от тях. Най-доброто му класиране е 5-о място в Голямата награда на Австралия през 1987 година.
В края шампионата през 1990 г. се отказва от Формула 1 и започва да се състезава в 24-те часа на Льо Ман. В периода 1991 – 2002 участва във всяко състезание, като е победител в 4 от тях (1992, 1994, 1995 и 1999).